# 4-й отдельный стрелковый батальон (Украина)
4-й отдельный стрелковый батальон (4 ОСБ) — украинское военное формирование войск территориальной обороны в составе оперативного командования «Север» .

## История
2 октября 2018 года в Житомирской области завершилось 10-дневное учебное собрание с резервистами и военнообязанными 4-го отдельного стрелкового батальона территориальной обороны. Около 460 военнообязанных прошли обучение по владению стрелковым оружием, с тактической, тактико-специальной подготовки, инженерной и военно-медицинской подготовки, а также связи, минной безопасности, военной топографии и т.д. Завершающим этапом стали показательные занятия по охране и обороне зданий и открытых участков, в частности, мостов. Собрание проходило на базе 12-го отдельного полка оперативного обеспечения оперативного командования «Север», дислоцирующегося в Новограде-Волынском. 

## Структура
- управление (штаб) батальона
- 3 стрелковые роты
- рота огневой поддержки
- разведывательный взвод
- полевой узел связи
- инженерно-саперный взвод
- взвод материального обеспечения
- контрольно-технический пункт
- медицинский пункт
- клуб

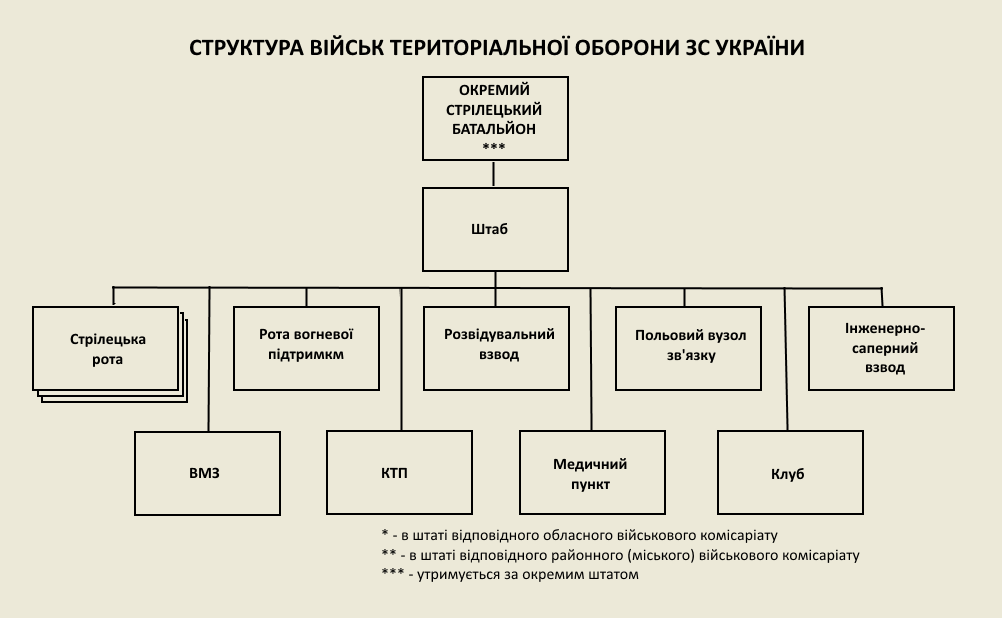
Структура стрелкового батальона

- численность батальона 492 человека
- вооружение: ЗУ-23-2, 82-мм миномет 2Б9 «Василька», РПГ-7, АК, ПМ
- техника: автомобильная

## Потери
1. Максим Сторожук, старший стрелок 3 стрелкового отделения 3 стрелкового взвода 1 стрелковой роты. Погиб 2 декабря 2022 в городе Бахмут Донецкой области [2] .
2. Евгений Владимирович Нагорный, погиб 16 июня 2023 [3]
3. Гражданкин Владислав Олегович, старший солдат, гранатометчик 1 стрелкового отделения 3 стрелкового взвода 1 стрелковой роты. Умер от острой сердечной недостаточности 13 сентября 2023 [4]

## См. раздел также
- Войска территориальной обороны (Украина)